# Chelsea Homan
Chelsea Homan (Dodewaard, 14 februari 2005) is een voetbalspeelster uit Nederland. Ze speelt als aanvaller voor Excelsior Rotterdam.

## Clubcarrière
Homan kwam uit voor VV Dodewaard uit haar geboorteplaats en SV TEC uit Tiel voordat ze overstapte naar de jeugdopleiding van Excelsior Rotterdam.
Op 19 maart 2023 maakte Homan haar debuut voor Excelsior in een KNVB Beker duel tegen PSV dat met 5-0 verloren gaat. In de eerstvolgende wedstrijd in de stadsderby tegen Feyenoord maakt Homan haar debuut in de Vrouwen Eredivisie door in te vallen voor Dana Breewel. Met een doelpunt in de 73ste minuut weet Homan de wedstrijd in Excelsiors voordeel te beslissen.
In de zomer van 2023 tekende Homan een contract bij Excelsior Rotterdam. Na afloop van het seizoen 2023/24 tekende Homan haar eerste profcontract bij Excelsior tot medio 2025. In juni 2025 tekende ze een nieuwe verbintenis waardoor ze ook in het seizoen 2025/26 voor de Kralingers uitkomt.

## Statistieken
| Seizoen | Club                | Competitie | Competitie | Competitie | Beker | Beker | Overig | Overig | Totaal | Totaal |
| Seizoen | Club                | Competitie | Wed.       | Dlp.       | Wed.  | Dlp.  | Wed.   | Dlp.   | Wed.   | Dlp.   |
| ------- | ------------------- | ---------- | ---------- | ---------- | ----- | ----- | ------ | ------ | ------ | ------ |
| 2022/23 | Excelsior Rotterdam | Eredivisie | 2          | 1          | 1     | 0     | 0      | 0      | 3      | 1      |
| 2023/24 | Excelsior Rotterdam | Eredivisie | 12         | 1          | 1     | 1     | 0      | 0      | 13     | 2      |
| 2024/25 | Excelsior Rotterdam | Eredivisie | 22         | 2          | 1     | 0     | 0      | 0      | 23     | 2      |
| Totaal  | Totaal              | Totaal     | 36         | 4          | 1     | 0     | 0      | 0      | 37     | 4      |

Bijgewerkt t/m 17 juni 2025.